# Белозёров, Александр Николаевич
Алекса́ндр Никола́евич Белозёров (род. 27 октября 1981, Тольятти, Куйбышевская область) — российский футболист, защитник. Основатель и генеральный директор футбольной школы «Галактикос».

## Биография
Родился 27 октября 1981 года в Тольятти.

## Карьера
Начал профессиональную карьеру в 1999 году в тольяттинской «Ладе», был приглашён в юношескую сборную России, за которую провёл три матча на чемпионате Европы 2000 (до 18 лет). Успешное выступление в сборной привлекло внимание скаутов московского «Спартака», в котором он и провёл вторую часть сезона 2000 года (выступал за «Спартак»-2 во Втором дивизионе), однако затем вернулся в родной клуб, где отыграл ещё два с половиной года.
В 2002—2003 годах сыграл 5 матчей отборочного турнира молодёжного чемпионата Европы.
Во второй половине 2003 года Белозёров вновь приглашается в столичный «Спартак», в составе которого до конца чемпионата сыграл 7 матчей и забил один мяч (сыграл также 4 матча в турнире дублёров). Продолжения карьеры в «Спартаке» не последовало. В 2004 году Белозёров выступал в первом дивизионе, сначала за новороссийский «Черноморец», а затем за саранский клуб «Лисма-Мордовия».
В начале сезона 2005 года перешёл в другой клуб первого дивизиона — «КАМАЗ» (Набережные Челны). Дебютировал за новую команду 27 марта 2005 года в игре против благовещенского «Амура». Практически сразу стал игроком основного состава «КАМАЗа». В дебютном сезоне сыграл во всех 42 матчах первенства без замен. Первый гол забил 6 мая 2005 года в домашнем матче против «Волгаря-Газпрома». Закончил сезон, имея на своём бомбардирском счету 12 мячей.
В 2006 году выходил на поле в 37 матчах. Из них в 33-х провёл все 90 минут игры. В общей сложности Белозёров сыграл 3179 минут в чемпионате — больше, чем любой другой футболист «КАМАЗа». На его счету восемь забитых мячей — это также лучший показатель в команде. Также входит в число 11 лучших игроков «КАМАЗа» в XXI веке по версии по версии «Бизнес Online».
В 2006 году — лучший игрок «КАМАЗа» (годом ранее занял 2-е место). В 2006 и 2007 годах — лауреат ПФЛ в номинации «лучший защитник первого дивизиона».
В январе 2008 года подписал 3-летний контракт с клубом российской премьер-лиги «Крылья Советов» (Самара) под руководством Леонида Слуцкого. 14 марта 2008 года дебютировал в составе «Крыльев» в матче 1-го тура чемпионата России с командой «Терек», завершившимся победой самарцев 3:0. 21 сентября 2010 года контракт был расторгнут. В декабре 2010 года перешёл в нижегородскую «Волгу».
Летом 2013 года подписал 3-летний контракт с новичком премьер-лиги 2013/14 — екатеринбургским «Уралом». В феврале 2016 года контракт с «Уралом» был расторгнут по обоюдному согласию. 1 марта 2016 года подписал контракт с клубом ПФЛ «Лада-Тольятти» на 1,5 года. После завершения футбольной карьеры основал всероссийскую сеть футбольных школ «Галактикос» в Тольятти, Курске, Красноярске, Оренбурге.

## Достижения
- Победитель зоны «Поволжье» и стыковых матчей Второго дивизиона: 1999
- Лучший защитник первого дивизиона: 2006, 2007
- Лучший защитник и победитель Кубка ПФЛ «Надежда»: 2002